# Ꚏ
Ꚏ, ꚏ (w Unikodzie nazwana cwe) – litera rozszerzonej cyrylicy, wykorzystywana dawniej w języku abchaskim do oznaczania labializowanej spółgłoski zwarto-szczelinowej dziąsłowej bezdźwięcznej [ʦʷ]. Pochodzi od litery Ц. Zastąpiona została dwuznakiem Цә.

## Kodowanie
| Znak                   | Ꚏ                            | Ꚏ                            | ꚏ                          | ꚏ                          |
| ---------------------- | ---------------------------- | ---------------------------- | -------------------------- | -------------------------- |
| Nazwa w Unikodzie      | cyrillic capital letter tswe | cyrillic capital letter tswe | cyrillic small letter tswe | cyrillic small letter tswe |
| Kodowanie              | dziesiątkowo                 | szesnastkowo                 | dziesiątkowo               | szesnastkowo               |
| Unicode                | 42638                        | U+A68E                       | 42639                      | U+A68F                     |
| UTF-8                  | 234 154 142                  | ea 9a 8e                     | 234 154 143                | ea 9a 8f                   |
| Odwołania znakowe SGML | &#42638;                     | &#xA68E;                     | &#42639;                   | &#xA68F;                   |